# Мужская сборная Канады по кабадди
Мужская национальная сборная Канады по кабадди — представляет Канаду на международных соревнованиях по кабадди. Управляющей организацией является Национальная ассоциация кабадди Канады (англ. National Kabaddi Association of Canada).

## Результаты выступлений

### Чемпионаты мира (стандартный стиль)
| Год        | Победы         | Ничьи          | Поражения      | Место          |
| ---------- | -------------- | -------------- | -------------- | -------------- |
| 2004       | 3              | 0              | 2              | 3              |
| 2007—н. в. | не участвовали | не участвовали | не участвовали | не участвовали |

### Чемпионаты мира (круговой стиль)
| Год  | Победы | Ничьи | Поражения | Место |
| ---- | ------ | ----- | --------- | ----- |
| 2010 | 3      | 0     | 2         | 3     |
| 2011 | 6      | 0     | 2         | 2     |
| 2012 | 3      | 0     | 1         | 3     |
| 2013 | 3      | 0     | 2         | 5     |
| 2014 | 3      | 0     | 2         | 5     |
| 2016 | 3      | 0     | 2         | 5     |
| 2020 | 1      | 0     | 2         | 5     |